# Mc Sar & The Real McCoy

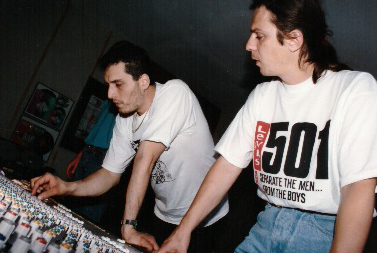
Frank Hassas et Juergen Wind

Mc Sar & The Real McCoy est un groupe de dance allemand fondé en 1989, initialement composé des rappeurs/dj Olaf Jeglitza (alias O-Jay), Frank Hassas (alias Quickmix), Juergen Wind et Shampro ainsi que de la chanteuse Patricia Petersen (alias Patsy).

## Biographie
Après une reprise rap de Pump up the Jam du groupe Technotronic, ils créent en 1990 le tube It's on you qui mêle des couplets rap avec des sons dance. Le titre suivant, la même année, s'intitule Don't Stop. Le quatuor sort un premier album intitulé On the Move! qui surfe sur la vague dance popularisée par Technotronic et plus particulièrement la Hip-house, mais s'essaie aussi à quelques incursions pop et reggae, voire salsa (le titre Que pasa). Shampro apparaît en tant que rappeur sur les clips et concerts mais se contente de faire du play-back, O-Jay étant le véritable interprète des chansons.
Quelque temps après a lieu le départ de Shampro. Le groupe connaît ensuite la venue de Vanessa Mason.
En 1993, ils sortent le hit Another Night et changent de nom, devenant plus simplement The Real McCoy. Quant à O-Jay, il s'assume cette fois comme le rappeur officiel du groupe. Suit l'album Space Invaders, au son eurodance (style musical alors très en vogue), qui remporte un joli succès, en Europe comme aux États-Unis où il est commercialisé sous une version alternative, avec une liste des titres sensiblement différente. À noter que tous les titres qu'ils réalisèrent à cette période furent interprétés par la chanteuse Karin Kasar, mais celle-ci ne fut pas créditée dans l'album et n'apparut pas dans les clips et concerts, Patricia Petersen chantant en play-back à sa place. Cette dernière quittera par ailleurs le groupe peu après.
Parallèlement à l'arrivée de Lisa Cork au sein de la formation, The Real McCoy sort un nouvel album, One More Time (1997), qui intervient à une époque où l'eurodance s'essouffle et se révèle par conséquent un échec commercial.
En 1998, le groupe se sépare officiellement. Olaf Jeglitza mène aujourd'hui une carrière solo et entretient un blog où il retrace le parcours de The Real McCoy tout en communiquant son actualité musicale.

## Discographie

### Albums
- On the Move! (1990)
- Space Invaders (1994)
- Another Night (U.S. Version) (1995)
- One More Time (1997)

### Singles
- Don't Stop (1990)
- It's on you (1990)
- Make a Move! (1991)
- No Showbo (1991)
- Let's talk about Love (1992)
- Another Night (1993)
- Automatic Lover (1994)
- Run Away (1994)
- Come and get your Love (1995)
- Love & Devotion (1995)
- Sleeping with an Angel (1995)
- One More Time (1996)
- I wanna come (1997)